# 福州饶氏吸虫
福州饶氏吸虫（学名：Lutztrema foochowensis）为双腔科饶氏属的动物。在中国大陆，分布于福州等地，营寄生生活，终末宿主黑腹噪鹃，寄生于肝脏以及胆管。该物种的模式产地在福州。